# Deng Xuemei
Dans ce nom chinois, le nom de famille, Deng, précède le nom personnel.
Pour les articles homonymes, voir Deng.
Deng Xuemei (en chinois : 邓雪梅), née le 3 décembre 1991 à Ganzhou (Jiangxi), est une haltérophile handisport chinoise concourant en +86 kg. Elle détient deux titres mondiaux (2019 et 2021) et un titre paralympique (2021).

## Carrière
Elle est amputée de sa jambe droite à l'âge de six ans après un accident.
Lors des Jeux paralympiques d'été de 2020 en août 2021, Deng remporte la médaille d'or en +86 kg en soulevant 153 kg. Quelques mois plus tard en décembre, elle conserve son titre mondial à Tbilissi en soulevant une barre de 140 kg, titre qu'elle avait déjà décroché lors des Mondiaux 2019 à Noursoultan.